# Mistrzostwa Europy w Lekkoatletyce 1954 – skok wzwyż mężczyzn

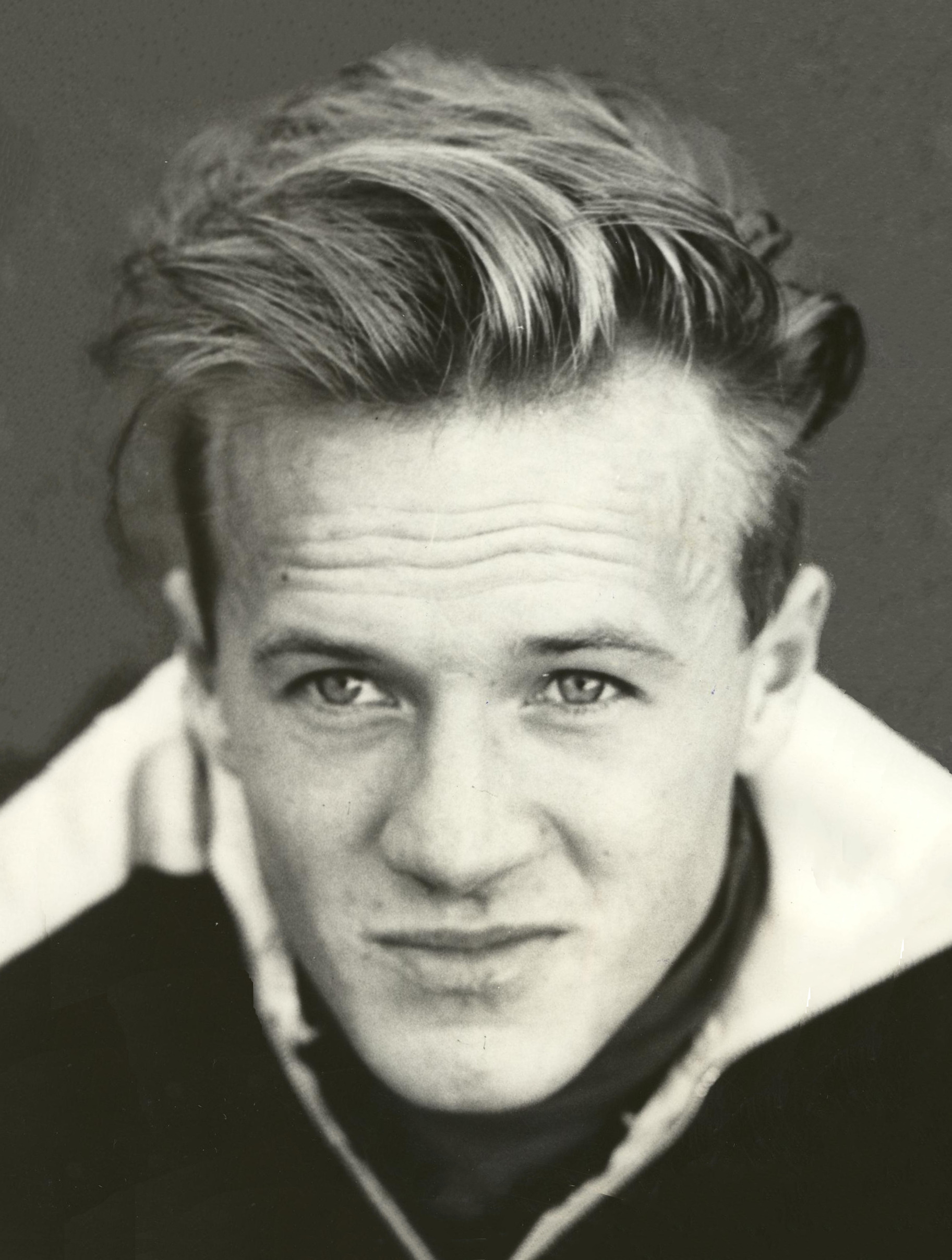
Bengt Nilsson

Skok wzwyż mężczyzn był jedną z konkurencji rozgrywanych podczas V Mistrzostw Europy w Bernie. Kwalifikacje zostały rozegrane 27 sierpnia, a finał 29 sierpnia 1954. Zwycięzcą został Szwed Bengt Nilsson. W rywalizacji wzięło udział osiemnastu zawodników z dwunastu reprezentacji.

## Rekordy
| Rekord świata     | Walt Davis (USA)    | 2,12 | Dayton, Stany Zjednoczone | 27.06.1953 |
| Rekord Europy     | Bengt Nilsson (SWE) | 2,10 | Göteborg, Szwecja         | 15.07.1954 |
| Rekord mistrzostw | Kalevi Kotkas (FIN) | 2,00 | Turyn, Włochy             | 07.09.1934 |

## Wyniki

### Kwalifikacje
| Miejsce | Zawodnik              | Wynik | Uwagi |
| ------- | --------------------- | ----- | ----- |
| 1-12    | Jaroslav Kovář        | 1,90  | Q     |
| 1-12    | Hans Wähli            | 1,90  | Q     |
| 1-12    | Bengt Nilsson         | 1,90  | Q     |
| 1-12    | Todor Belczew         | 1,90  | Q     |
| 1-12    | Bertil Holmgren       | 1,90  | Q     |
| 1-12    | Zbigniew Lewandowski  | 1,90  | Q     |
| 1-12    | Hans-Jürgen Jenss     | 1,90  | Q     |
| 1-12    | Werner Bahr           | 1,90  | Q     |
| 1-12    | Kazimierz Fabrykowski | 1,90  | Q     |
| 1-12    | Jurij Stiepanow       | 1,90  | Q     |
| 1-12    | Jiří Lanský           | 1,90  | Q     |
| 1-12    | Vlado Marjanović      | 1,90  | Q     |
| 13-16   | Wołodymyr Sitkin      | 1,85  |       |
| 13-16   | Erdal Akkan           | 1,85  |       |
| 13-16   | Brendan O’Reilly      | 1,85  |       |
| 13-16   | Etienne Roques        | 1,85  |       |
| 17-18   | Wolfgang Weiss        | 1,80  |       |
| 17-18   | Walter Herssens       | 1,80  |       |

### Finał
| Miejsce | Zawodnik              | Wynik | Uwagi |
| ------- | --------------------- | ----- | ----- |
| 1       | Bengt Nilsson         | 2,02  | CR    |
| 2       | Jiří Lanský           | 1,98  |       |
| 3       | Jaroslav Kovář        | 1,96  |       |
| 4       | Bertil Holmgren       | 1,96  |       |
| 5       | Jurij Stiepanow       | 1,93  |       |
| 6       | Todor Belczew         | 1,93  |       |
| 7       | Werner Bahr           | 1,93  |       |
| 8       | Zbigniew Lewandowski  | 1,90  |       |
| 9       | Hans-Jürgen Jenss     | 1,90  |       |
| 10      | Vlado Marjanović      | 1,90  |       |
| 11      | Hans Wähli            | 1,90  |       |
| 12      | Kazimierz Fabrykowski | 1,85  |       |